# NGC 3805
NGC 3805 este o emission-line galaxy⁠(d) situată în constelația Leul. A fost descoperită în 25 aprilie 1785 de către William Herschel. Se află la o distanță de 91,2 de megaparseci de Pământ.